# Nikołaj Judenicz
Nikołaj Nikołajewicz Judenicz, ros. Николай Николаевич Юденич (ur. 18 lipca?/30 lipca 1862 w Moskwie, zm. 5 października 1933 w Saint-Laurent-du-Var) – generał armii Imperium Rosyjskiego, jeden z najważniejszych dowódców Białych w wojnie domowej w Rosji po przewrocie bolszewickim (rewolucji październikowej).
Ukończył 3 Aleksandryjską Oficerską Szkołę Artylerii. Mianowany na stopień oficerski w 1881 w Litewskim Pułku Lejbgwardii. Potem służył w 1 Turkiestańskim batalionie strzelców i 2 Chodżeńskim batalionie rezerwy.

## Życiorys
W 1887 r.ukończył Nikołajewską Akademię Sztabu Generalnego. Po zakończeniu akademii służył w sztabie Warszawskiego Okręgu Wojskowego. Od 26 listopada 1887 starszy adiutant w sztabie 14 Korpusu Armijnego (AK). W latach 1889–1890 dowódca kompanii Litewskiego Pułku gwardii Lejbgwardii. Od 9 kwietnia 1891 starszy oficer do zadań specjalnych w sztabie 14 AK, a od 27 stycznia 1892 starszy adiutant w sztabie Turkiestańskiego Okręgu Wojskowego, od 6 grudnia 1896 oficer sztabowy dowództwa 1 Turkiestańskiej Brygady Strzelców. Od 16 lipca 1902 dowódca 18 pułku strzelców, z którym walczył w wojnie rosyjsko-japońskiej 1904–1905. Wyróżnił się w bitwie pod Mukdenem. Od 19 czerwca 1905 dowódca 2 Brygady w 5 Dywizji Strzeleckiej. Ciężko ranny. Za zasługi bojowe wyróżniony złotym pistoletem. Od 10 lutego 1907 generał kwatermistrz w sztabie Kazańskiego Okręgu Wojskowego.
6 grudnia 1912 mianowany na stopień generała porucznika z wyznaczeniem na stanowisko szefa sztabu Kazańskiego Okręgu Wojskowego, a od 25 lutego 1913 Kaukaskiego Okręgu Wojskowego.

## Wojna z Turcją
Podczas I wojny światowej od 2 października 1914 szef sztabu Armii Kaukaskiej (dowódca gen. I. I Woroncow-Daszkow). Kiedy w zimie 1914 na kaukaskim teatrze działań wojennych w wyniku paniki gen. A. Z Myszłajewskiego doszło do porażek wojsk, Judenicz został przez dowódcę armii skierowany na ten teren działań w celu przywrócenia pomyślnej sytuacji operacyjnej. Po przybyciu do Armii (dowódca gen. A. Z. Myszłajewski) Judenicz został dowódcą 2 Turkiestańskiego AK, z którym wszedł do walki, osiągając znaczne sukcesy, m.in. zwycięstwo w bitwie pod Sarikamis w 1915 nad 2 Korpusem Tureckim. Pod dowództwem Judenicza wojska rosyjskie w okresie 22 grudnia 1914 – 7 stycznia 1915 rozbiły turecką armię dążącą do okrążenia głównych sił armii rosyjskiej. Korpus turecki został okrążony i wzięty do niewoli razem z dowódcą korpusu i trzema dowódcami dywizji. W czasie operacji pod Sarikamis wojska tureckie straciły 78 tys. żołnierzy (w tym 15 tys. wziętych do niewoli) i 65 dział, wojska rosyjskie straciły ok. 26 tys. żołnierzy. Za te osiągnięcia Judenicz został nagrodzony orderem Świętego Jerzego (Святого Георгия) 4 stopnia. Wkrótce po tym, 24 stycznia 1915 został mianowany generałem piechoty i wyznaczony na dowódcę Armii Kaukaskiej. 30 stycznia wojska Judenicza zdobyły Tebriz, a w lutym i marcu wyparły wojska tureckie z Kraju Czachorskiego.
Na bazie armii Judenicza zostały sformowane 5 Kaukaski KA, 4 Kaukaska Dywizja Strzelecka oraz 4 i 5 Kaukaska Dywizja Kozacka. 5 KA został skierowany na Front Zachodni. W dniach 19 maja – 2 czerwca wydzielony ze składu Armii Kaukaskiej oddział konnicy pod dowództwem gen. Szerpante przeprowadził rajd od Tebrizu na Urmię i Wan, co przyczyniło się do umocnienia prestiżu Rosji w Persji. Po otrzymaniu wiadomości o przygotowywanym natarciu wojsk 3 Armii Tureckiej Judenicz nakazał gen. P. I. Oganowskiemu siłami 4 Kaukaskiego KA przeprowadzenie operacji wyprzedzającej 11 lipca. Jednak nie osiągnęła ona powodzenia.
22 lipca wojska tureckie uderzyły w ramach operacji eufrackiej, próbując rozbić siły 4 Kaukaskiego KA. Judenicz sformował siły i uderzył w skrzydło i tyły wojsk tureckich, a wojska 4 KA rozpoczęły frontalne natarcie. Rozbite wojska tureckie wycofały się za Eufrat. Operacja eufracka została zakończona. Rosjanie wzięli w niej do niewoli ok. 5 tys. żołnierzy i zdobyli 12 armat. Pod koniec 1915 Armia Kaukaska liczyła 133 tys. piechoty, 36 tys. kawalerii i 356 dział.
Po rozbiciu wojsk angielsko-francuskich w Gallipoli gen. Judenicz podjął decyzję o rozpoczęciu nowej operacji zaczepnej, która miała na celu wyprzedzenie przerzutu rezerw z Frontu Dardanelskiego.
30 grudnia Judenicz rozpoczął operację erzurumską. Natarcie zaskoczyło wojska tureckie. Część wojsk wyszła na tyły przeciwnika. Wojska tureckie rozpoczęły odwrót na Erzurum. Pokonując wysokie szczyty gór zimą, 1 lutego wojska Judenicza rozpoczęły oblężenie Erzurum i po 5-dniowym szturmie, 16 lutego zajęły twierdzę. W czasie operacji wzięto do niewoli ponad 8 tys. żołnierzy, 9 sztandarów i 315 dział. 3 Armia Turecka straciła ponad połowę stanu osobowego i prawie całą artylerię. Straty wojsk Judenicza wyniosły: 2300 zabitych, 14700 rannych i odmrożonych.
Od 5 lutego do 18 kwietnia w ramach operacji trapezunckiej, przeprowadzonej przez wydzielony z Armii Oddział Nadmorski gen. Liachowa, został zdobyty Trapezunt.
W maju 1916 wojska Judenicza udaremniły operację zaczepną wojsk tureckich i do jesieni rozbiły siły 2 Armii Tureckiej. W czasie tych operacji wojska rosyjskie straciły ok. 20 tys. żołnierzy, Turcy ok. 56 tys.
Jesienią 1916 zreorganizowano Armię. W marcu 1917 wielki książę Mikołaj Mikołajewicz Romanow opuścił Kaukaz. 3 marca gen. N. Judenicz został wyznaczony na stanowisko naczelnego dowódcy Samodzielnej Armii Kaukazu, a po zorganizowaniu dowódcą Frontu Kaukaskiego. W związku z brakiem zaopatrzenia Armii i zmęczeniem fizycznym trwającymi długotrwałymi walkami w okresie zimowym, Judenicz przerwał operację na kierunku bagdadzkim, wycofując 1 i 7 KA w rejony bazowania. Nie patrząc na żądania Rządu Tymczasowego, nie zdecydował się prowadzić operacji zaczepnych. 31 maja został usunięty ze stanowiska i przeniesiony do dyspozycji ministra wojny.

## Wojna domowa w Rosji
Po przewrocie bolszewickim (rewolucji październikowej) przez ponad rok ukrywał się w Piotrogrodzie przed Czeka. W styczniu 1919 posługując się fałszywymi dokumentami przekroczył wraz z żoną i towarzyszącym mu adiutantem granicę sowiecko-fińską i udał się do Helsinek.
W maju 1919 utworzył „Konsylium polityczne”. Nawiązał łączność zarówno z admirałem Aleksandrem Kołczakiem, jak i przedstawicielstwem białej emigracji rosyjskiej w Paryżu. 24 maja 1919 został dowódcą wszystkich rosyjskich sił na Północnym Zachodzie, a 10 czerwca został wyznaczony przez Kołczaka naczelnym dowódcą Armii Północno-Zachodniej. W sierpniu wszedł w skład Rządu Północno-Zachodniego. 28 września wojska Judenicza przerwały front 7 Armii Czerwonej i zdobyły Jamburg, Krasnoje Sieło, Gatczynę, Dietskoje Sieło. Do Piotrogrodu pozostawało 20 km.
Od 2 października do 28 listopada 1919 był naczelnym dowódcą Białej Armii Północno-Zachodniej. W końcu listopada, kiedy wojska Armii Czerwonej przeszły do natarcia, zmuszony był do odwrotu i wycofania się do Estonii, gdzie armia została rozbrojona. Główną bazą jego działalności był jeszcze za okupacji niemieckiej Psków. Jego priorytetowym celem było zdobycie Piotrogrodu, nigdy mu się to jednak nie udało, gdyż za każdym razem był powstrzymywany przez jednostki 6 i 7 Armii bolszewickiej stacjonujących w okolicy miasta. W sumie miasto atakował parokrotnie, zawsze był odrzucany przez bolszewików do Estonii, która tolerowała obecność jego armii dopóty, dopóki istniały realne szanse na zwycięstwo białych w wojnie domowej. Kiedy jednak na początku roku 1920 było jasne, że czerwoni zwyciężą, Estonia chcąc uniknąć wkroczenia armii bolszewickiej na swoje terytorium i uniknąć otwartego opowiedzenia się po którejś ze stron, oznajmiła białym, że nie mogą dłużej stacjonować w Estonii i muszą się z niej ewakuować, w przeciwnym razie zostaną przez armię estońską rozbrojeni i wydani bolszewikom. W takiej sytuacji Judenicz postawił wszystko na jedną kartę i pośpiesznie zorganizował atak na Piotrogród i Psków. Dzięki czynnikowi zaskoczenia prawie udało mu się zdobyć oba miasta, jednak na skutek olbrzymiej przewagi liczebnej czerwonych, biali zostali odrzuceni i przygwożdżeni do granicy estońskiej. Od masakry uratowała ich Royal Navy, która część armii przewiozła w bezpieczne miejsce. W styczniu 1920 został aresztowany przez gen. majora Stanisława Bułak-Bałachowicza. Zwolniony, udał się na emigrację do Francji, w której mieszkał do końca życia. Zmarł w 1933 roku. Możliwe, że został otruty przez GRU.
Odznaczony Orderem Świętego Jerzego II, III i IV klasy, Orderem Świętego Aleksandra Newskiego z Mieczami, Orderem Białego Orła, Orderem Świętego Włodzimierza II, III i IV klasy, Orderem Świętej Anny I, II i III klasy, Orderem Świętego Stanisława I, II i III klasy i Złotą Odznaką „Za Waleczność”.

## Źródła
- T. Paluszyński, Walka o niepodległość Estonii, Poznań 2007.
- K. A Zalesskij, Pierwaja mirowaja wojna Prawitieli i wojennaczalniki, wyd. WECZE, Moskwa 2000.
- Юденич Николай Николаеви na portalu hrono.ru